# Stockholm Juniors
Das Stockholm Juniors ist im Badminton eine offene internationale Meisterschaft von Schweden für Junioren. Es wurde erstmals 2021 ausgetragen, während im gleichen Jahr das Swedish Juniors abgesagt wurde.

## Die Sieger
| Saison    | Herreneinzel             | Dameneinzel       | Herrendoppel                                  | Damendoppel                                       | Mixed                                        |
| --------- | ------------------------ | ----------------- | --------------------------------------------- | ------------------------------------------------- | -------------------------------------------- |
| 2021      | Karim Krehemeier         | Julia Tuvesson    | Nikolaj Stupplich Jarne Schlevoigt            | Jessica Silvennoinen Julia Tuvesson               | Jarne Schlevoigt Julia Meyer                 |
| 2022      | Muhammad Halim As Sidiqh | Anwesha Gowda     | Muh Putra Erwiansyah Patra Harapan Rindorindo | Puspa Rosalia Damayanti Jessica Maya Rismawardani | Patra Harapan Rindorindo Titis Maulida Rahma |
| 2023 2024 | nicht ausgetragen        | nicht ausgetragen | nicht ausgetragen                             | nicht ausgetragen                                 | nicht ausgetragen                            |